# Форт Ле-Бёф
Форт Ле-Бёф (фр. Fort Le Boeuf) — бывший французский, а затем британский военный форт, основанный на развилке реки Френч-Крик на территории современного американского города Уотерфорд в штате Пенсильвания. Первоначально был построен французскими солдатами в 1753 году для защиты тропы Венанго, включавшей форты Преск-Иль, Машо и Дюкен. 

## История
Форт Ле-Бёф был основан в 1753 году французами на берегу небольшой реки Ле-Бёф-Крик, в честь которой и был назван. Он был расположен примерно в 24 км к югу от берега озера Эри. Капитан Поль Марен де ла Мальг начал строительство 11 июля 1753 года, а 3 декабря того же года Жак Легардёр де Сен-Пьер стал его командующим. Французы перевозили припасы и товары для торговли с озера Эри по суше в форт Ле-Бёф. Оттуда они отправлялись на плоту и каноэ вниз по Френч-Крик к рекам Аллегейни, Огайо и Миссисипи.
Узнав о о строительстве французскими солдатами фортов на Огайской земле, Роберт Динвидди, губернатор Виргинии, отправил 21-летнего майора виргинского ополчения, Джорджа Вашингтона, с миссией в Огайо. Он отправился с семью сопровождающими, чтобы доставить французам послание с требованием покинуть этот регион. Вашингтона, среди прочих, сопровождали исследователь и торговец Кристофер Джист, и вождь племени минго Гайасута. 4 декабря экспедиция прибыла в форт Венанго, где французские офицеры сообщили Вашингтону, что старший офицер находится в форте Ле-Бёф, в 50-ти милях севернее Венанго.
Британская делегация прибыла в форт 11 декабря 1753 года. Комендант Жак Легардёр де Сен-Пьер вежливо принял Вашингтона и его сопровождающих, но презрительно отверг его ультиматум. Он предоставил Вашингтону трехдневный отдых в форте, а затем вручил ему письмо, которое тот должен был передать Роберту Динвидди. В письме губернатору Виргинии предписывалось переслать его требование генерал-губернатору Новой Франции.
Во время своего пребывания Вашингтон отметил, что в форте было сто человек, много офицеров, 50 берёзовых и 70 сосновых каноэ, многие из которых были недостроены. Он описал форт как расположенный на южной или западной стороне развилке Френч-Крик. Бастионы были сделаны из вбитых в землю свай высотой более 3,7 м и заострённых наверху. В бастионах были проделаны отверстия для пушек и петель для стрелкового оружия. На каждом бастионе было установлено восемь шестифунтовых пушек, а ворота охраняла одна четырехфунтовая пушка. Внутри бастионов располагались караульное помещение, часовня, комната врача и личные склады командующего. За пределами форта находилось несколько бревенчатых казарм, некоторые из которых были покрыты корой, другие — досками. Кроме того, здесь находились конюшни, кузница и другие постройки.
В августе 1759 года, во время Войны завоевания, после того, как пал форт Ниагара, командующий фортом Преск-Иль отправился в форты Ле-Бёф и Машо, и приказ офицерам и солдатам покинуть свои укрепления и двигаться на север. Перед уходом они сожгли военные посты, чтобы сделать их недоступными для британцев. Позднее британцы восстановили и перестроили бывшие французские форты.
Во время Восстания Понтиака форт был захвачен индейцами. После взятия форта Венанго воины из племени сенека отправились на север к форту Ле-Бёф, которым командовал британский офицер Джордж Прайс, а гарнизон состоял из 15 солдат. Прайс уже знал о разгроме Кайлера у Пойнт-Пили и запретил индейцам заходить в форт. 18 июня 1763 года сенека подошли с тыла и смогли разобрать часть фундамента, после чего пробрались внутрь. Затем они стали осыпать зажжёнными стрелами блокгауз, который вскоре загорелся. К наступлению ночи командир понял, что ему не удержать позиций, и смог эвакуировать гарнизон, избежав боя с индейцами. Солдаты направились на юг к форту Венанго, где обнаружили лишь сгоревшие руины. Это не оставило Прайсу другого выхода, кроме как идти в форт Питт, куда он прибыл 26 июня с большинством своих людей.
1 августа 1794 года майор Эбенезер Денни прибыл с докладом к губернатору Пенсильвании Томасу Миффлину из форта Ле-Бёф. Он описал военный пост как укрепление с четырьмя блокгаузами, укомплектованное стрелками. Два задних блокгауза имели шестифунтовую пушку на втором этаже, а также поворотные орудия над воротами. Через три года от форта Ле-Бёф практически ничего не осталось.